# Abbéville-la-Rivière
Abbéville-la-Rivière – miejscowość i gmina we Francji, w regionie Île-de-France, w departamencie Essonne.
Według danych na rok 1990 gminę zamieszkiwały 233 osoby, a gęstość zaludnienia wynosiła 16 osób/km² (wśród 1287 gmin regionu Île-de-France Abbéville-la-Rivière plasuje się na 969. miejscu pod względem liczby ludności, natomiast pod względem powierzchni na miejscu 179.).